# Peter Mikkelsen
Peter Mikkelsen (Copenaghen, 1º maggio 1960 – 30 gennaio 2019) è stato un arbitro di calcio danese.

## Carriera
Diventato internazionale, precocissimo e promettentissimo all'età di soli 29 anni, dopo la partecipazione al Campionato mondiale di calcio Under-17 del 1989 in Scozia, venne selezionato per i mondiali di calcio già nell'edizione del Campionato mondiale di calcio 1990, dove diresse Germania Ovest-Jugoslavia, l'ottavo di finale tra Inghilterra e Belgio e fu inoltre scelto come guardalinee nella semifinale tra Italia e Argentina. Nel 1991, all'età di soli 31 anni, venne votato dalla IFFHS come miglior arbitro dell'anno al mondo. Al Campionato europeo in Svezia, l'altissima probabilità di vederlo arbitrare la finalissima, venne vanificata dal sorprendente exploit della Danimarca, che non gli consentì di andare oltre l'apparizione nei Paesi Bassi-CSI nella fase a gironi. Venne nominato per la seconda volta miglior arbitro dell'anno nel 1993, nonostante avesse commesso alcuni errori nell'andata della partita di qualificazione del Gruppo 2, ai mondiali di calcio del 1994, Inghilterra-Paesi Bassi, del 28 Aprile 1993, terminata 2-2. Nel primo tempo, Mikkelsen non espulse il centrocampista olandese Jan Wouters per una gomitata su Paul Gascoigne, che fu costretto alla sostituzione nella ripresa per infortunio allo zigomo. Nel secondo tempo l'arbitro danese non concesse un rigore netto all'Inghilterra per un fallo in area di Danny Blind su Les Ferdinand (al quale oltretutto, nel corso della partita, verrà annullato un gol regolare) e a pochi minuti dalla fine della partita fischiò un rigore per la squadra ospite, nonostante la trattenuta di Des Walker su Marc Overmars iniziò fuori dall'area di rigore, per poi concludersi all'interno di essa. Al Campionato mondiale di calcio 1994, dopo aver diretto Spagna-Corea del Sud (segnalandosi per aver applicato correttamente, per la prima volta nella storia, la regola dell'espulsione per fallo da ultimo uomo, nell'occasione lo spagnolo Nadal), Svizzera-Colombia e l'ottavo di finale Paesi Bassi-Irlanda, fu in pole position per aggiudicarsi la finale, ma le polemiche ed i veti incrociati tra il responsabile arbitrale Paolo Casarin ed il presidente della FIFA João Havelange, fecero propendere per una scelta di compromesso, cioè l'ungherese Sándor Puhl. Nel 1996, dopo la direzione delle semifinali agli Europei under 21 a Barcellona, seppur vistosamente ingrassato fu designato per la gara del Campionato europeo di calcio in Inghilterra tra Bulgaria-Romania, annullando un gol regolare ai rumeni, e l'anno successivo pose termine alla sua carriera sui campi dirigendo l'andata dello spareggio per l'accesso ai mondiali tra Russia-Italia: Mikkelsen, infatti, non resistette al calo di motivazioni personali, concomitanti anche con l'ascesa del connazionale Kim Milton Nielsen, che gli venne preferito sulla scena internazionale. Vanta anche la direzione in una semifinale di Coppa dei Campioni (nel 1991), in una semifinale di Coppa delle Coppe (nel 1994) ed in una semifinale di Coppa UEFA (nel 1990). È stato anche componente della commissione arbitrale della FIFA. Nel 2014 viene insignito del FIFA Special Award.